# All Of Us Are Dead
All of Us Are Dead (Koreaans: 지금 우리 학교는, Hanja:只今 우리 學校는 ) is een Zuid-Koreaanse zombieserie die op 28 januari 2022 is uitgebracht op Netflix.